# بانسار تشكن (مقاطعة دورة)
بانسار تشكن (بالفارسية: پانسار تشکن) هي قرية تقع في قسم تشكن الريفي (مقاطعة دورة) في إيران. يقدر عدد سكانها بـ 585 نسمة .